# ハーモニックドライブ

波動歯車装置の原理
（青：サーキュラ・スプライン、緑：ウェーブ・ジェネレータ、赤：フレックススプライン）

ハーモニックドライブは、ハーモニック・ドライブ・システムズ社の商標（日本では商標登録番号第801166号と第943799号）である。一般名称は後述の通り「波動歯車装置」である。

## 概要
楕円と真円の差動を利用した減速機である。波動歯車装置（Strain wave gearing）の機構を用いている。
サーキュラ・スプライン（C/S）、ウェーブ・ジェネレータ（W/G）、フレクスプライン（F/S）から構成される歯車装置であり、特徴として高減速比、軽量、コンパクト、バックラッシュが少ないなどがある。

## 歴史
- 1957年 - ハーモニックドライブの原理がクラレンス・ウォルトン・マッサー（Clarence Walton Musser）により発明される。
- 1964年 - 株式会社長谷川歯車がUSM Co.,Ltdと技術提携を行い、日本で初めてハーモニックドライブの実用化に成功する。
- 1970年 - 両社の共同出資により、ハーモニック・ドライブ・システムズ社が創立。

## 部品
サーキュラ・スプライン（C/S：circular spline）
剛体リング状の部品。内周に歯が刻まれており、フレクスプラインより歯数が2枚多くなっている。通常、ケーシングに固定される。
ウェーブ・ジェネレータ（W/G：wave generator）
楕円状カムの外周に薄肉のボール・ベアリングを組み合わせた部品。ベアリングの内輪はカムに固定されているが、外輪はボールを介して弾性変形する。通常は入力軸に取り付けられる。
フレクスプライン（F/S：flexspline）
薄肉カップ状の金属弾性体の部品。開口部外周に歯が刻まれている。フレクスプラインの底をダイヤフラムと呼び、通常、出力軸に取り付けられる。

## 動作原理
フレクスプラインは、ウェーブ・ジェネレータにより楕円状にたわめられ、長軸の部分でサーキュラ・スプラインと歯が噛み合い、短軸の部分では歯が完全に離れた状態になる。サーキュラ・スプラインを固定し、ウェーブ・ジェネレータ（入力とする）を時計方向へ回すと、フレクスプラインは弾性変形し、サーキュラ・スプラインとの歯の噛み合い位置が順次移動していく。ウェーブ・ジェネレータが1回転すると、歯数差2枚分だけフレクスプラインは反時計方向へ移動する。

## 種類
- カップ型
- シルクハット型
- デファレンシャル型
- フラット型
- シールド型

## 減速比
波動歯車装置の減速比は次のように求められる。
フレクスプラインを出力としたときの減速比 {\displaystyle i} は、サーキュラ・スプラインのピッチ円直径を {\displaystyle D_{c}} 、フレクスプラインのピッチ円直径を {\displaystyle D_{f}} とすると、
{\displaystyle i={\frac {\pi D_{c}-\pi D_{f}}{\pi D_{f}}}={\frac {D_{c}-D_{f}}{D_{f}}}}
となる。
また、サーキュラ・スプラインの歯数を {\displaystyle Z_{c}} 、フレクスプラインの歯数を {\displaystyle Z_{f}} とすると、減速比 {\displaystyle i} は、
{\displaystyle i={\frac {Z_{c}-Z_{f}}{Z_{f}}}={\frac {\Delta Z}{Z_{f}}}}
となる。